# La Faloise
La Faloise est une commune française du sud de la Somme, limitrophe du département de l'Oise.

## Géographie

### Localisation
La Faloise est un village picard de l'Amiénois aux confins de la Somme avec l'Oise.
À vol d'oiseau, la localité est située à 7 km au sud d'Ailly-sur-Noye, 8 km au nord-est de Breteuil, 18 km au nord-ouest de Montdidier, 22 km au sud-est d'Amiens et à 34 km au nord-est de Beauvais.
Le territoire de la commune est limitrophe de ceux de six communes.
Les communes limitrophes sont  Chaussoy-Epagny, Chirmont, Esclainvillers, Folleville, Hallivillers et Paillart.

### Hydrographie

#### Réseau hydrographique
La commune est située dans le bassin Artois-Picardie. Elle est drainée par la Noye.
La Noye, d'une longueur de 33 km, prend sa source dans la commune de Vendeuil-Caply et se jette  dans l'Avre à Boves, après avoir traversé 13 communes.

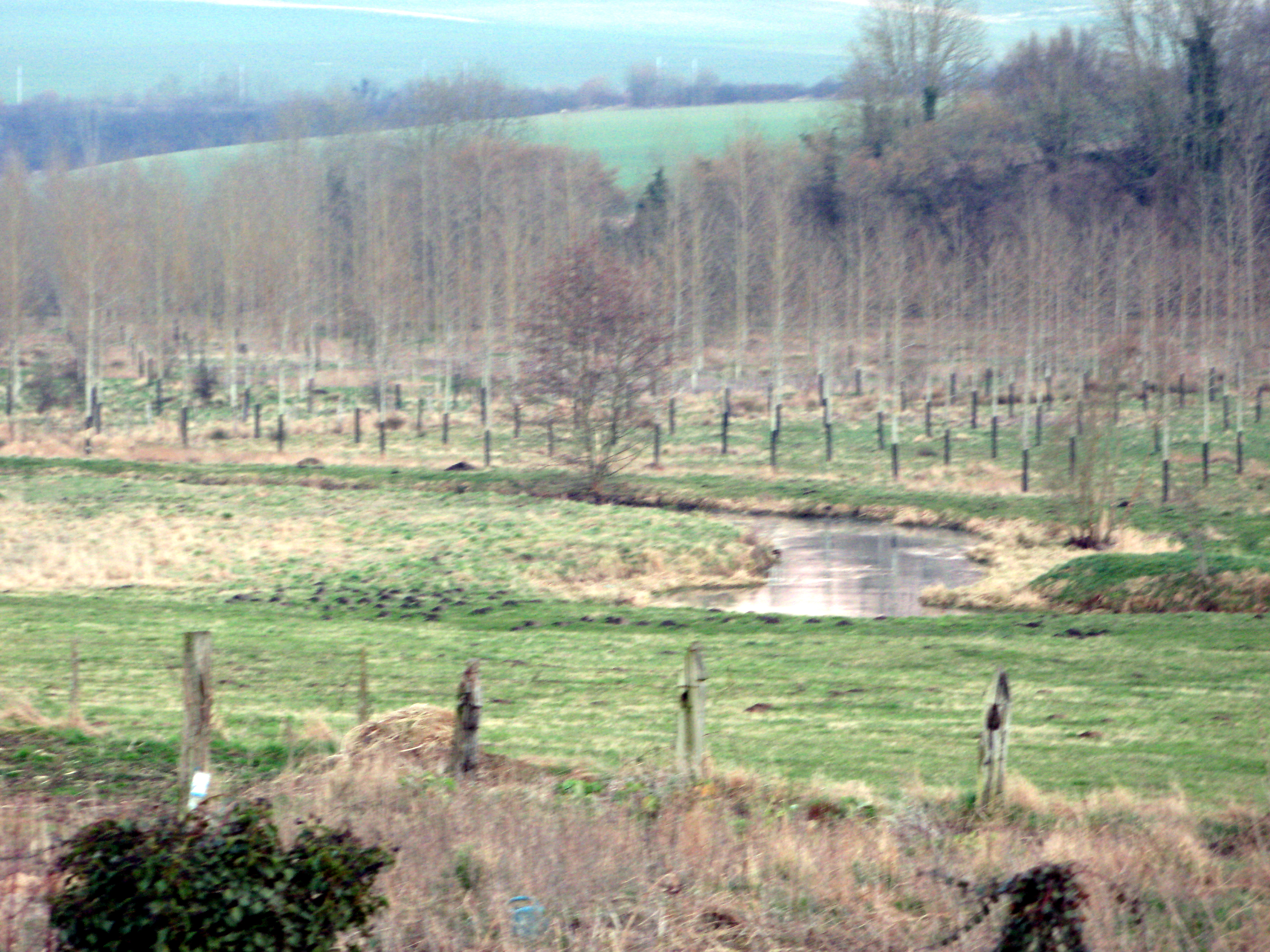
Méandre de la Noye en aval du village.
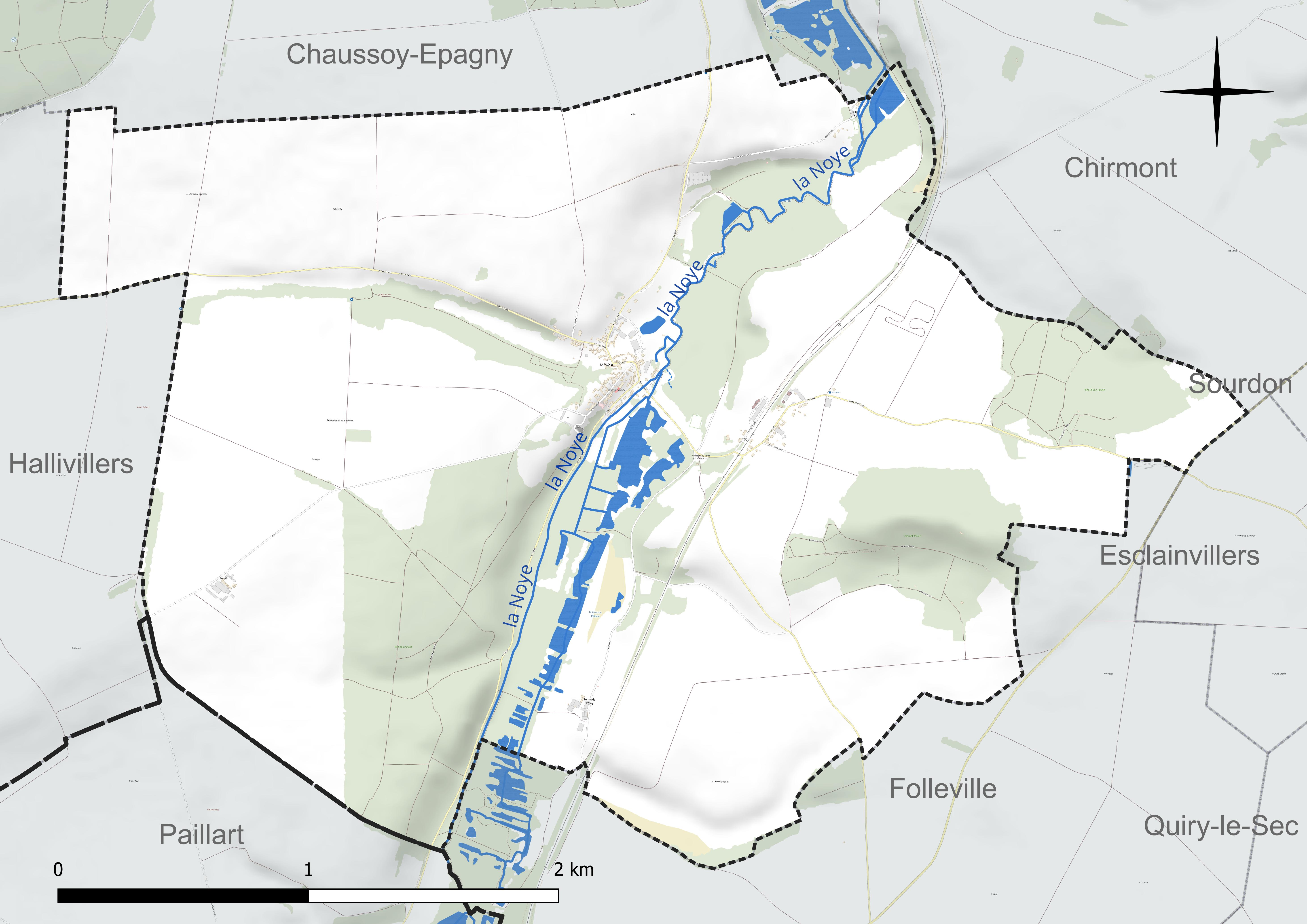
Réseau hydrographique de la La Faloise.

#### Gestion et qualité des eaux
Le territoire communal est couvert par le schéma d'aménagement et de gestion des eaux (SAGE) « Somme aval et Cours d'eau côtiers ». Ce document de planification concerne un territoire de 1 835 km2 de superficie, délimité par le bassin versant de la Somme canalisée. Le périmètre a été arrêté le 29 avril 2010 et le SAGE proprement dit a été approuvé le 6 août 2019. La structure porteuse de l'élaboration et de la mise en œuvre est le syndicat mixte d'aménagement hydraulique du bassin versant de la Somme (AMEVA).
La qualité des cours d'eau peut être consultée sur un site dédié géré par les agences de l'eau et l'Agence française pour la biodiversité.

### Climat
Pour des articles plus généraux, voir Climat des Hauts-de-France et Climat de la Somme.
En 2010, le climat de la commune est de type climat océanique dégradé des plaines du Centre et du Nord, selon une étude du CNRS s'appuyant sur une série de données couvrant la période 1971-2000. En 2020, Météo-France publie une typologie des climats de la France métropolitaine dans laquelle la commune est exposée à un climat océanique et est dans la région climatique Nord-est du bassin Parisien, caractérisée par un ensoleillement médiocre, une pluviométrie moyenne régulièrement répartie au cours de l'année et un hiver froid (3 °C).
Pour la période 1971-2000, la température annuelle moyenne est de 10,5 °C, avec une amplitude thermique annuelle de 14,1 °C. Le cumul annuel moyen de précipitations est de 668 mm, avec 11,5 jours de précipitations en janvier et 7,8 jours en juillet. Pour la période 1991-2020, la température moyenne annuelle observée sur la station météorologique la plus proche, située sur la commune de Rouvroy-les-Merles à 6 km à vol d'oiseau, est de 10,7 °C et le cumul annuel moyen de précipitations est de 647,9 mm,. Pour l'avenir, les paramètres climatiques de la commune estimés pour 2050 selon différents scénarios d'émission de gaz à effet de serre sont consultables sur un site dédié publié par Météo-France en novembre 2022.

### Paysages
Le territoire de la commune est composé de la vallée de la Noye et du plateau qui l'entoure. Le village est édifié à flanc de coteau.

## Urbanisme

### Typologie
Au 1er janvier 2024, La Faloise est catégorisée commune rurale à habitat dispersé, selon la nouvelle grille communale de densité à sept niveaux définie par l'Insee en 2022.
Elle est située hors unité urbaine. Par ailleurs la commune fait partie de l'aire d'attraction d'Amiens, dont elle est une commune de la couronne,. Cette aire, qui regroupe 369 communes, est catégorisée dans les aires de 200 000 à moins de 700 000 habitants,.

### Occupation des sols

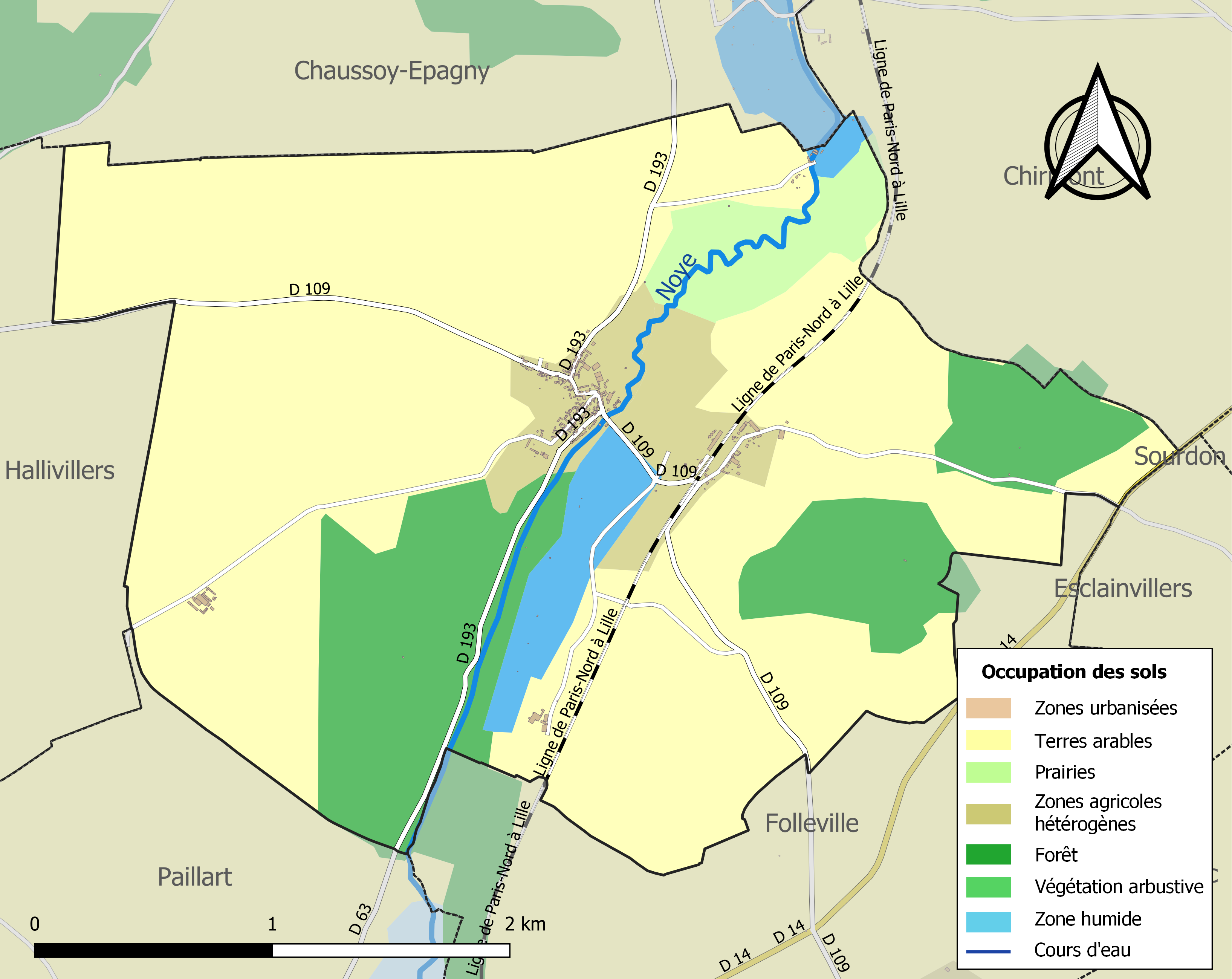
Carte des infrastructures et de l'occupation des sols de la commune en 2018 (CLC).

L'occupation des sols de la commune, telle qu'elle ressort de la base de données européenne d'occupation biophysique des sols Corine Land Cover (CLC), est marquée par l'importance des territoires agricoles (78,1 % en 2018), en augmentation par rapport à 1990 (71 %). La répartition détaillée en 2018 est la suivante : 
terres arables (67,4 %), forêts (18,5 %), zones agricoles hétérogènes (6,8 %), prairies (3,9 %), eaux continentales (3,4 %). L'évolution de l'occupation des sols de la commune et de ses infrastructures peut être observée sur les différentes représentations cartographiques du territoire : la carte de Cassini (XVIIIe siècle), la carte d'état-major (1820-1866) et les cartes ou photos aériennes de l'IGN pour la période actuelle (1950 à aujourd'hui).

### Morphologie urbaine
La Faloise est un village aux maisons traditionnelles et pittoresques. Quelques constructions récentes apparaissent dans le paysage, aussi la population, aujourd'hui relativement peu importante, est-elle sans doute appelée à augmenter.

### Habitat et logement
En 2020, le nombre total de logements dans la commune était de 110, alors qu'il était de 105 en 2015 et de 107 en 2010.
Parmi ces logements, 88,2 % étaient des résidences principales, 2,7 % des résidences secondaires et 9,1 % des logements vacants. Ces logements étaient pour 100 % d'entre eux des maisons individuelles et pour 0 % des appartements.
Le tableau ci-dessous présente la typologie des logements à la La Faloise en 2020 en comparaison avec celle de la Somme et de la France entière. Une caractéristique marquante du parc de logements est ainsi une proportion de résidences secondaires et logements occasionnels (2,7 %) inférieure à celle du département (8,4 %) et  à celle de la France entière (9,7 %). Concernant le statut d'occupation de ces logements, 90,4 % des habitants de la commune sont propriétaires de leur logement (90,1 % en 2015), contre 60 % pour la Somme et 57,5 pour la France entière.
| Typologie                                               | La Faloise | Somme | France entière |
| ------------------------------------------------------- | ---------- | ----- | -------------- |
| Résidences principales (en %)                           | 88,2       | 83,2  | 82,1           |
| Résidences secondaires et logements occasionnels (en %) | 2,7        | 8,4   | 9,7            |
| Logements vacants (en %)                                | 9,1        | 8,4   | 8,2            |

### Voies de communication et transports
Le village dispose de  la gare de La Faloise, sur la ligne de Paris-Nord à Lille et desservie par des trains TER Hauts-de-France, circulant entre Creil et Amiens.
Il est traversé par l'un  des chemins de Compostelle, le sentier de grande randonnée GR 124

## Toponymie
Falosia est relevé dès 1164. Suivront Falesia en 1177,1790 et 1240 ; La Faloise en 1251 ; puis Faloise, Faloisia en 1301 ; Faloize en 1567 ; La Falloize en 1589 ; La Saloye en 1579 ; La Salloye en 1626 ; Falloise en 1648 ; La Falloise en 1657 ; Fallois en 1701 ; La Faloise en 1757 ; La Fallaise en 1761 ; Lafaloise en 1801.

## Histoire

### Antiquité
La proximité de la voie romaine reliant Amiens et Senlis fait du village un lieu d'étape très vraisemblable.

### Moyen Âge
La Faloise naît autour d'un château construit au XIIe siècle, puis pillé en 1358, lors de la guerre de Cent Ans. Reconstruit au début du XVe siècle par les Bourguignons, il est attaqué et pris par les Anglais en 1442. Il redevient propriété des Bourguignons et Charles le Téméraire, de retour d'une défaite à Beauvais, s'y installe. Lorsqu'il meurt en 1477, les « villes de la Somme » reviennent à la couronne française et le château perd son influence. La Faloise est alors aux mains des Montmorency, seigneurs de Breteuil.

### Temps modernes
Lors des Guerres de Religion, au milieu du XVIe siècle, le prince de Condé épouse Éléonore de Roye et devient alors seigneur de La Faloise. À partir de la fin du siècle, le village connaît plusieurs assauts, étant successivement pris par les Ligueurs, les Royalistes puis les Espagnols.
La population est décimée par la peste en 1668.
La seigneurie de La Faloise a appartenu aux familles de Lorraine Vaudemont, de Roye, de Bourbon Condé, de Béthune Sully. En 1736, elle est achetée par Paul Maximilien Hurault, marquis de Vibraye, colonel d'un  régiment de dragons, Lieutenant Général des armées, dont le fils la vend en 1776 à Louis du Gard, écuyer ordinaire de la Grande Écurie du roi. En 1793, Louis du Gard revend le domaine de La Faloise à Alexandre Joseph Debray, qui le revend en 1804 à Louis-Frédéric Bourgeois de Mercey. La famille de ce dernier conserve le domaine jusqu'au début du XXe siècle.

### Révolution française et Empire
Louis du Gard, seigneur de La Faloise, d'Hébécourt, etc, est électeur pour la noblesse à l'assemblée générale des trois ordres pour le bailliage d'Amiens des 30 mars-2 avril 1789 dans le cadre de la préparation des États généraux de 1789.

### Époque contemporaine

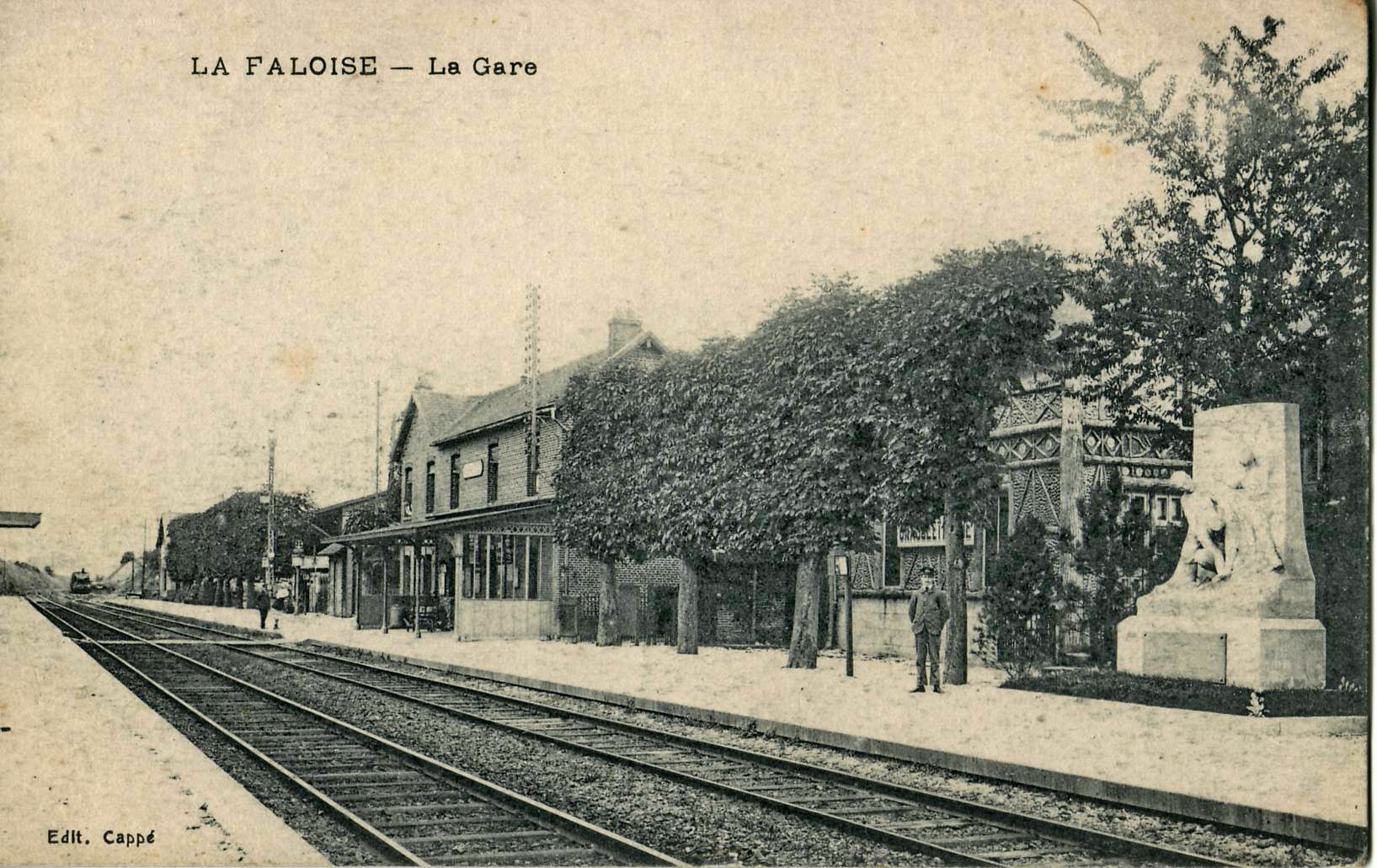
La gare, au début du XX.
La création de la station date de 1846.

La période révolutionnaire voit le village se restructurer et s'industrialiser, La Faloise étant alors renommée pour la fabrication des clous façonnés à la main. Cette prospérité durera jusqu'aux alentours de 1850. En 1846, le chemin de fer dessert le village, avec la mise en service de la ligne de Paris-Nord à Lille et de la gare de La Faloise.
Le village est envahi par les Allemands durant la guerre franco-allemande de 1870.
En 1910, la gare est marquée par un accident survenu le 20 septembre 1910, au cours duquel trois cantonniers de la Compagnie des chemins de fer du Nord sont écrasés par un train. Un mémorial édifié sur l'un des quais représente Jean Hein qui  a les doigts pris sous un rail et ne peut s'échapper. Son collègue, Adolphe Cras, s'efforce de le délivrer tandis qu'Alcide Foy tente d'arrêter le rapide par un signal désespéré.
Première Guerre mondiale

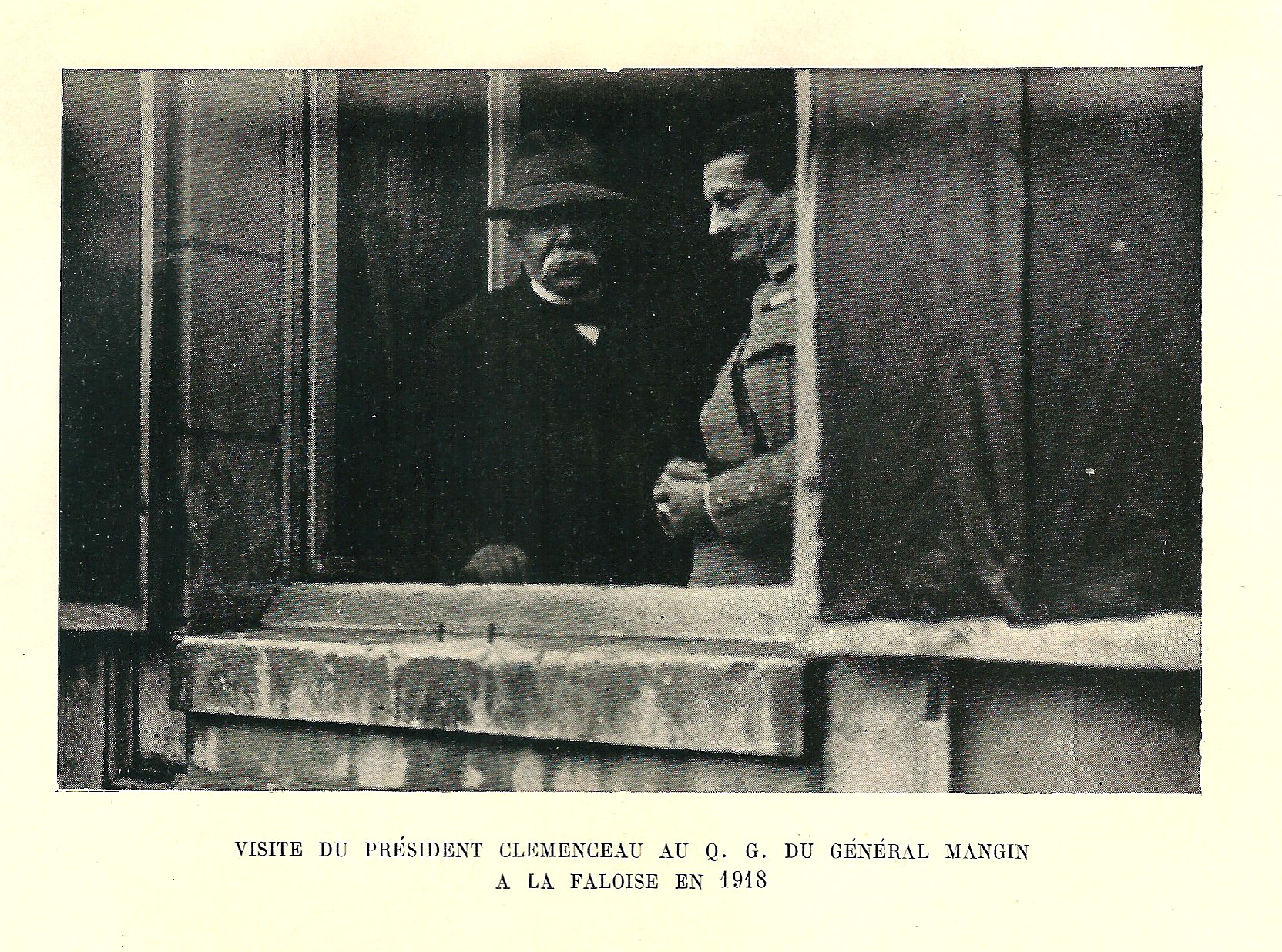
Rencontre entre le Général Mangin et Georges Clémenceau, Président du Conseil en 1918 à La Faloise.

Pendant la Première Guerre mondiale, le village était à proximité de la ligne de front, notamment lors de la bataille de la Somme.
L'attaque allemande de l'offensive du printemps du 21 mars 1918 sur le front Saint-Quentin-La Fère avait réussi à créer une poche de 80 km de profondeur dans le front anglo-français. Celui-ci était totalement rompu entre les rivières Avre et Luce. Le 27 mars 1918, général Foch, commandant en chef des troupes alliées, envoya des renforts et chargea la 1re armée française du général Debeney d'étendre son front lors de la bataille d'Amiens et de maintenir à tout prix la liaison avec l'armée anglaise du général Gough qui reculait vers Villers-Bretonneux et Amiens. L'ordre fut donc donné aux Français de résister jusqu'à la mort sur le plateau du Santerre, et les combats ont concerné le village,,,,.
Deuxième Guerre mondiale
L'église, incendiée en 1940, est reconstruite après la guerre.

## Politique et administration

### Rattachements administratifs et électoraux
La commune se trouve dans l'arrondissement de Montdidier du département de la Somme. Pour l'élection des députés, elle fait partie depuis 2012 de la quatrième circonscription de la Somme.
Elle fait partie depuis 1793 du canton d'Ailly-sur-Noye, qui a été modifié et agrandi dans le cadre du redécoupage cantonal de 2014 en France.

### Intercommunalité
La commune était membre de la communauté de communes du Val de Noye, créée par un arrêté préfectoral du 11 mai 2001, et qui succèdait, conformément aux dispositions de la Loi Chevènement, au District du Val de Noye, créé en 1994.
Dans le cadre des dispositions de la loi portant nouvelle organisation territoriale de la République du 7 août 2015, qui prévoit que les établissements publics de coopération intercommunale (EPCI) à fiscalité propre doivent avoir un minimum de 15 000 habitants, la préfète de la Somme propose en octobre 2015 un projet de nouveau schéma départemental de coopération intercommunale (SDCI) prévoyant la réduction de 28 à 16 du nombre des intercommunalités à fiscalité propre du département.
Après des hypothèses de regroupement des communautés de communes du Grand Roye (CCGR), du canton de Montdidier (CCCM), du Santerre et d'Avre, Luce et Moreuil, la préfète dévoile en octobre 2015 son projet qui prévoit la « des communautés de communes d'Avre Luce Moreuil et du Val de Noye », le nouvel ensemble de 22 440 habitants regroupant 49 communes,. À la suite de l'avis favorable des intercommunalités et de la commission départementale de coopération intercommunale en janvier 2016 puis des conseils municipaux et communautaires concernés, la fusion est établie par un arrêté préfectoral du 22 décembre 2016, qui prend effet le 1er janvier 2017.
La commune est donc désormais membre de la communauté de communes Avre Luce Noye (CCALN).

### Liste des maires
| Période                                  | Période                   | Identité                 | Étiquette     | Qualité |
| ---------------------------------------- | ------------------------- | ------------------------ | ------------- | --- |
| Les données manquantes sont à compléter. |                           |                          |               | |
|                                          |                           |                          |               | |
| juillet 1813                             | 1820                      | Amable François Martinet |               | Capitaine de la garde nationale de Boulogne Propriétaire cultivateur au Rosoy (annexe de La Faloise) Suppléant de la justice de paix du canton d'Ailly-sur-Noye Conseiller d'arrondissement de Montdidier (1816 → 1820) Mort en fonction |
|                                          |                           |                          |               | |
| 1997                                     | juillet 2017              | Jean-Claude Leclabart,   | DVD puis LREM | Agriculteur et dirigeant d'une entreprise de négoce Député de la Somme (4e circ). (2017 → ) Président de la CC du Val de Noye (2001 → 2016) Démissionnaire à la suite de son élection comme député                                       |
| juillet 2017                             | mai 2020                  | Daniel Leroux            |               | Exploitant agricole retraité |
| mai 2020                                 | mars 2022                 | Marc Legrand             |               | Directeur régional honoraire France Télécom Ancien vice-président de la Mutuelle Générale Démissionnaire |
| mai 2022                                 | En cours (au 6 juin 2023) | Cédric Boquet            |               | Technicien |

## Population et société

### Démographie
L'évolution du nombre d'habitants est connue à travers les recensements de la population effectués dans la commune depuis 1793. Pour les communes de moins de 10 000 habitants, une enquête de recensement portant sur toute la population est réalisée tous les cinq ans, les populations de référence des années intermédiaires étant quant à elles estimées par interpolation ou extrapolation. Pour la commune, le premier recensement exhaustif entrant dans le cadre du nouveau dispositif a été réalisé en 2007.

En 2022, la commune comptait 215 habitants, en évolution de −3,59 % par rapport à 2016 (Somme : −1,26 %, France hors Mayotte : +2,11 %).
| 1793 | 1800 | 1806 | 1821 | 1831 | 1836 | 1841 | 1846 | 1851 |
| ---- | ---- | ---- | ---- | ---- | ---- | ---- | ---- | ---- |
| 339  | 332  | 339  | 341  | 395  | 401  | 393  | 390  | 373  |

| 1856 | 1861 | 1866 | 1872 | 1876 | 1881 | 1886 | 1891 | 1896 |
| ---- | ---- | ---- | ---- | ---- | ---- | ---- | ---- | ---- |
| 344  | 368  | 345  | 365  | 321  | 323  | 343  | 307  | 304  |

| 1901 | 1906 | 1911 | 1921 | 1926 | 1931 | 1936 | 1946 | 1954 |
| ---- | ---- | ---- | ---- | ---- | ---- | ---- | ---- | ---- |
| 312  | 324  | 292  | 277  | 276  | 247  | 238  | 250  | 248  |

| 1962 | 1968 | 1975 | 1982 | 1990 | 1999 | 2006 | 2007 | 2012 |
| ---- | ---- | ---- | ---- | ---- | ---- | ---- | ---- | ---- |
| 224  | 248  | 207  | 184  | 210  | 210  | 235  | 239  | 213  |

| 2017 | 2022 | - | - | - | - | - | - | - |
| ---- | ---- | - | - | - | - | - | - | - |
| 231  | 215  | - | - | - | - | - | - | - |

### Vie associative
Le quotidien régional Le Courrier picard  indique en 2020 « Le comité des fêtes organise la fête locale, la réderie, le repas des aînés et l'arbre de Noël des enfants. La société de chasse compte une dizaine de chasseurs qui alimentent mangeoires et abreuvoirs pour la petite faune. Ils organisent chaque année un ball-trap qui a une réputation régionale. En collaboration avec les pêcheurs, ils participent chaque année à l'opération « Nature propre », organisée par le conseil régional. Les pêcheurs gèrent une partie du parcours de la Noye (rivière de 1re catégorie) et deux étangs où ils organisent deux concours de pêche par an
L'association « La Falesia » organise le feu de la Saint-Jean avec repas au bord de l'eau et pour la 20e année consécutive, elle a installé une crèche grandeur nature sur la place de la salle des fêtes. Enfin le club des aînés rassemble chaque jeudi les anciens pour partager jeux de carte ou de société ».

## Culture locale et patrimoine

### Lieux et monuments

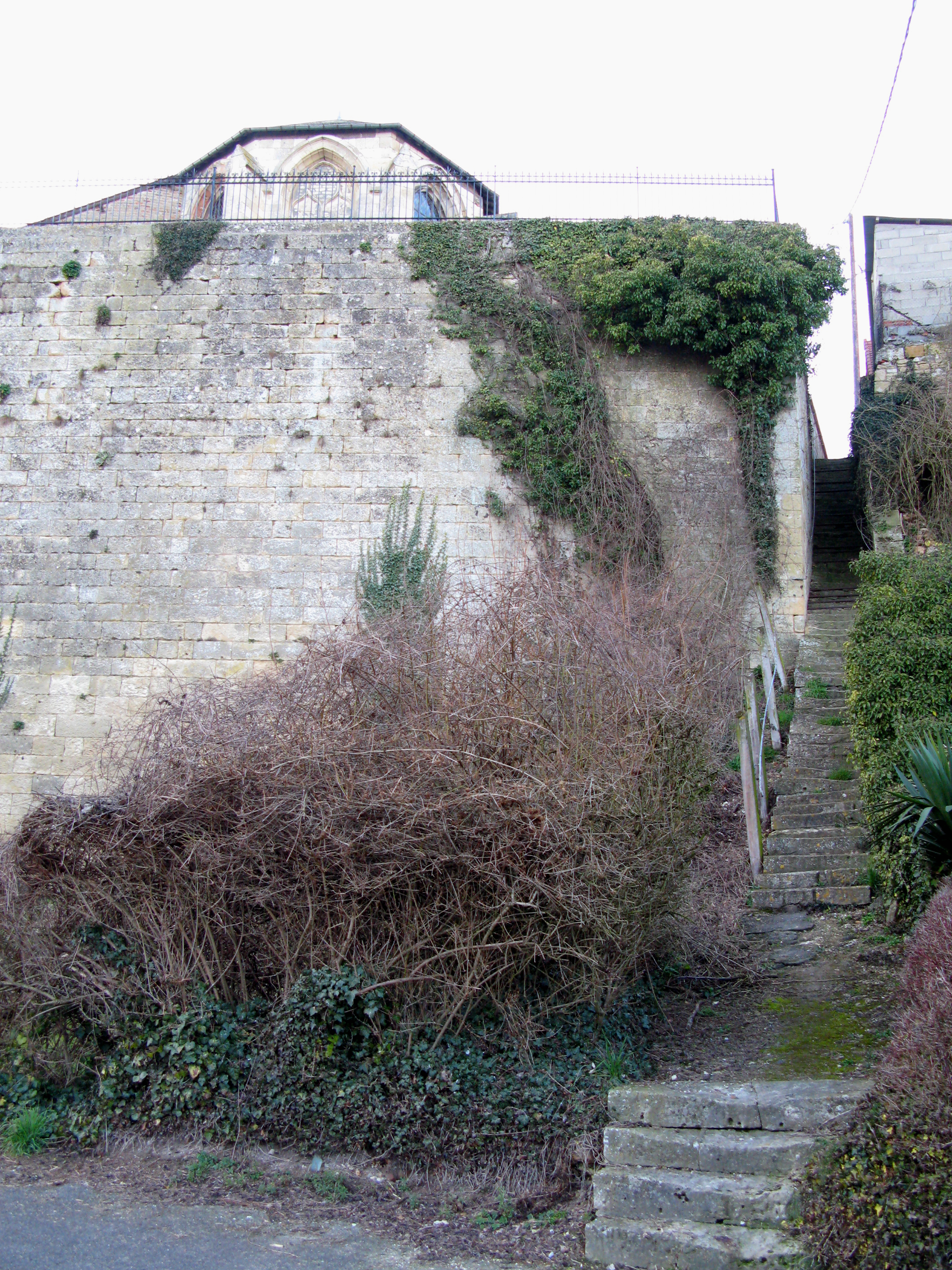
Le mur de soutènement de l'église et l'escalier menant de la rivière à l'église, ainsi qu'au château.

- Château du XIXe siècle, comprenant un pavillon carré du XVe siècle[51],[52] et un parc[53]. En avril 1918, le château servit de PC au général Mangin[54],[55].

- Église de la Nativité-de-la-Sainte-Vierge du XVIe siècle[56],[57].

Sa création remonterait au XIIe siècle et elle a été saccagée en 1536, lors de la guerre d'Espagne. Elle a été remaniée au XIXe siècle, avec son campenard. Incendiée en 1940, elle est reconstruite par les habitants avec d'anciennes pierres du château, avant d'être rendue au culte en 1952. Elle n'est dotée à nouveau d'une cloche qu'en 1993. 
En 2020, une artiste plasticienne de la commune, Christine Dhaenens, a offert une sculpture de saint Vincent de Paul, qui a prêché dans la paroisse voisine de Folleville Le chevet de l'église est soutenu par d'importants murs de soutènement.
- Monument aux morts[59]

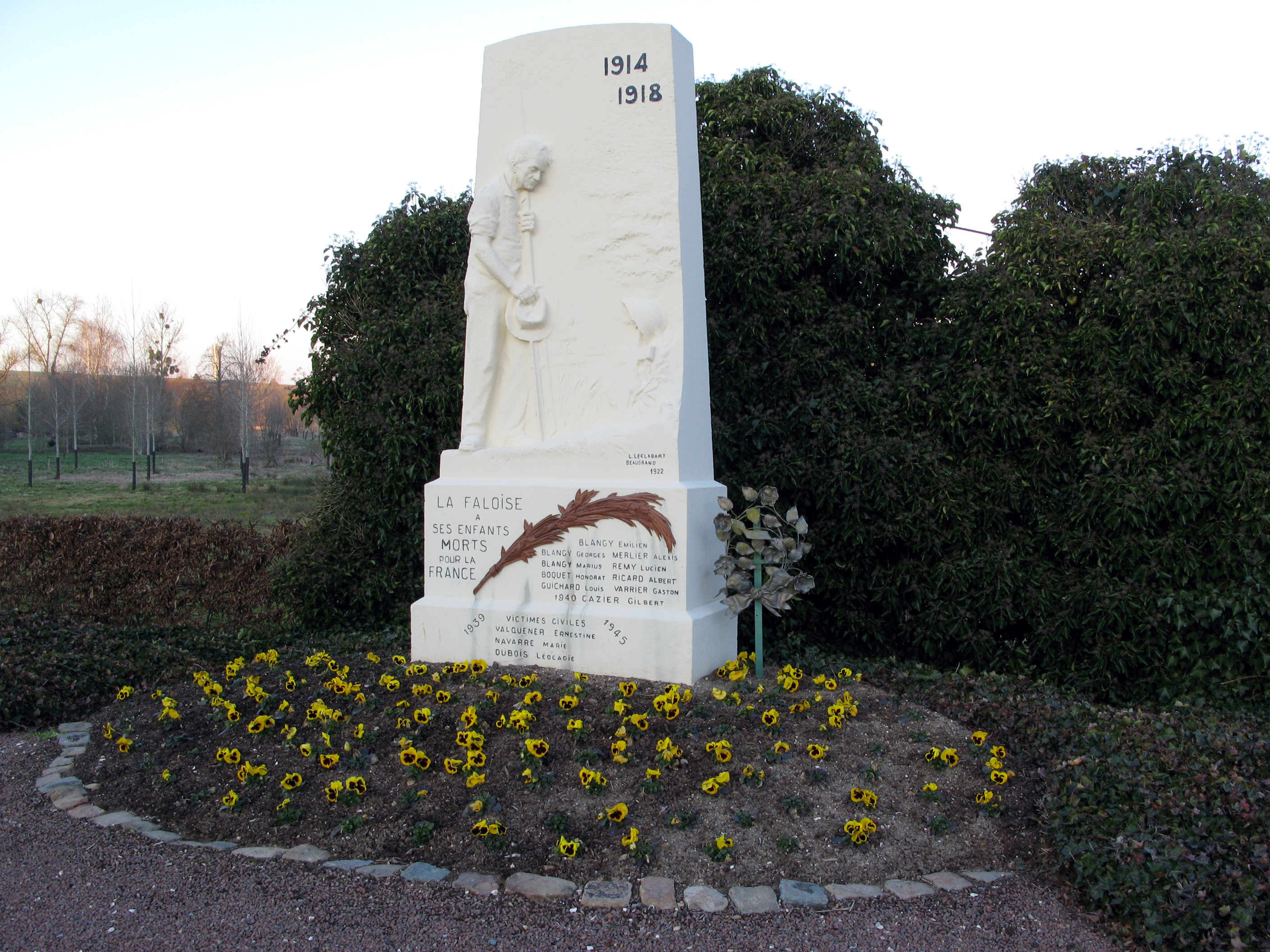
La Faloise, monument aux morts de Louis Leclabart.

Visible avant l'entrée dans le village (à droite en venant de Folleville), il est intéressant par l'originalité de sa sculpture représentant un homme debout se recueillant, chapeau à la main, sur une tombe (croix de bois sur laquelle est posé un casque).
La majorité des monuments décorés par des personnages au pied d'une tombe montrent en effet - comme à Corbie ou à Guise - un(e) enfant, une épouse, une mère ou un frère d'armes. Le personnage sculpté à La Faloise est un homme âgé, vraisemblablement un père, homme de la terre, faisant une pause lors de son travail. Il a la manche de sa chemise retroussée au-dessus du coude, ses mains sont manifestement celles d'un travailleur manuel et il tient une sorte de bêche, un louchet à tourbe.
Cet édifice (daté de 1922 et mentionnant l'identité de ses créateurs, Louis Leclabart – également concepteur des monuments aux morts d'Abbeville, Marcelcave, Arry et Beaugrand,) est ainsi un témoignage d'une activité locale aujourd'hui disparue.
- Monument commémoratif de la catastrophe du 20 septembre 1910, sur le quai de la gare de La Faloise, réalisé par Albert Roze et inauguré par le président Poincaré le 9 juin 1912[62].

- Chapelle Notre-Dame-de-la-Compassion.

Érigée sur le versant droit (donc sur le côté est) de la large vallée, on la découvre en venant de Folleville ou de Esclainvillers. Une plaque, apposée au-dessus de sa porte en plein cintre, mentionne : « Cette chapelle reconstruite en 1835 a été restaurée en 1889 avec le concours de tous les habitants.. »
- La vallée de la Noye.
- Chapelle funéraire de la famille de Mercey, près du cimetière, dans le bois, édifiée dans le style néo-gothique[63].
- Chapelle du Rosoy. Elle daterait de 1209, année du démembrement de la paroisse d'Esclainvillers, à la demande du seigneur local. La chapelle actuelle date du XIXe siècle, elle est placée sous le vocable de Saint-Samson. Des sources ferrugineuses y étaient supposées guérir les malades d'infections[63].

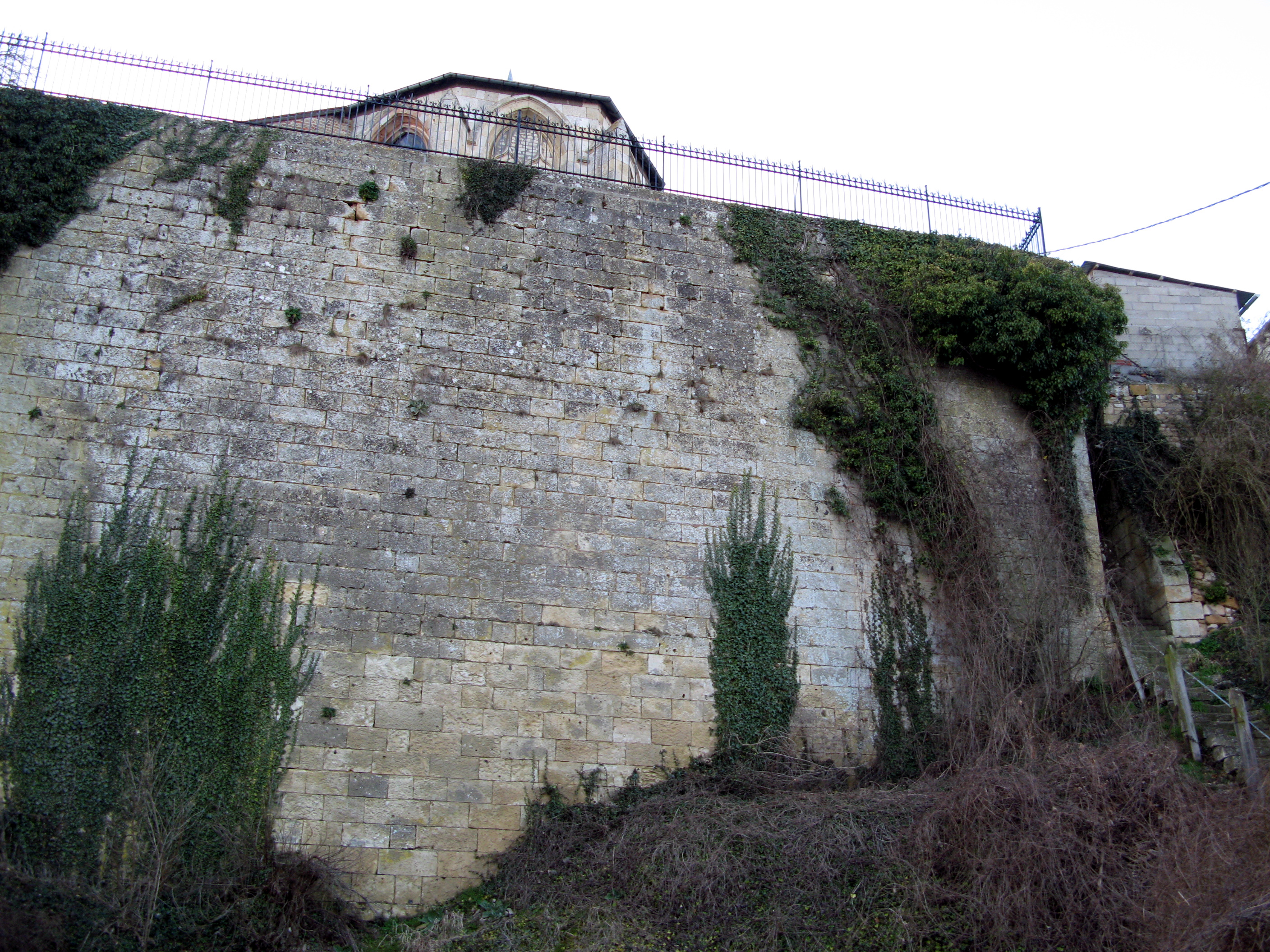
En contrebas de l'église dont on aperçoit une partie du chevet, la falaise est maintenue par un haut mur percé par un escalier raide et étroit que l'on remarque à droite.
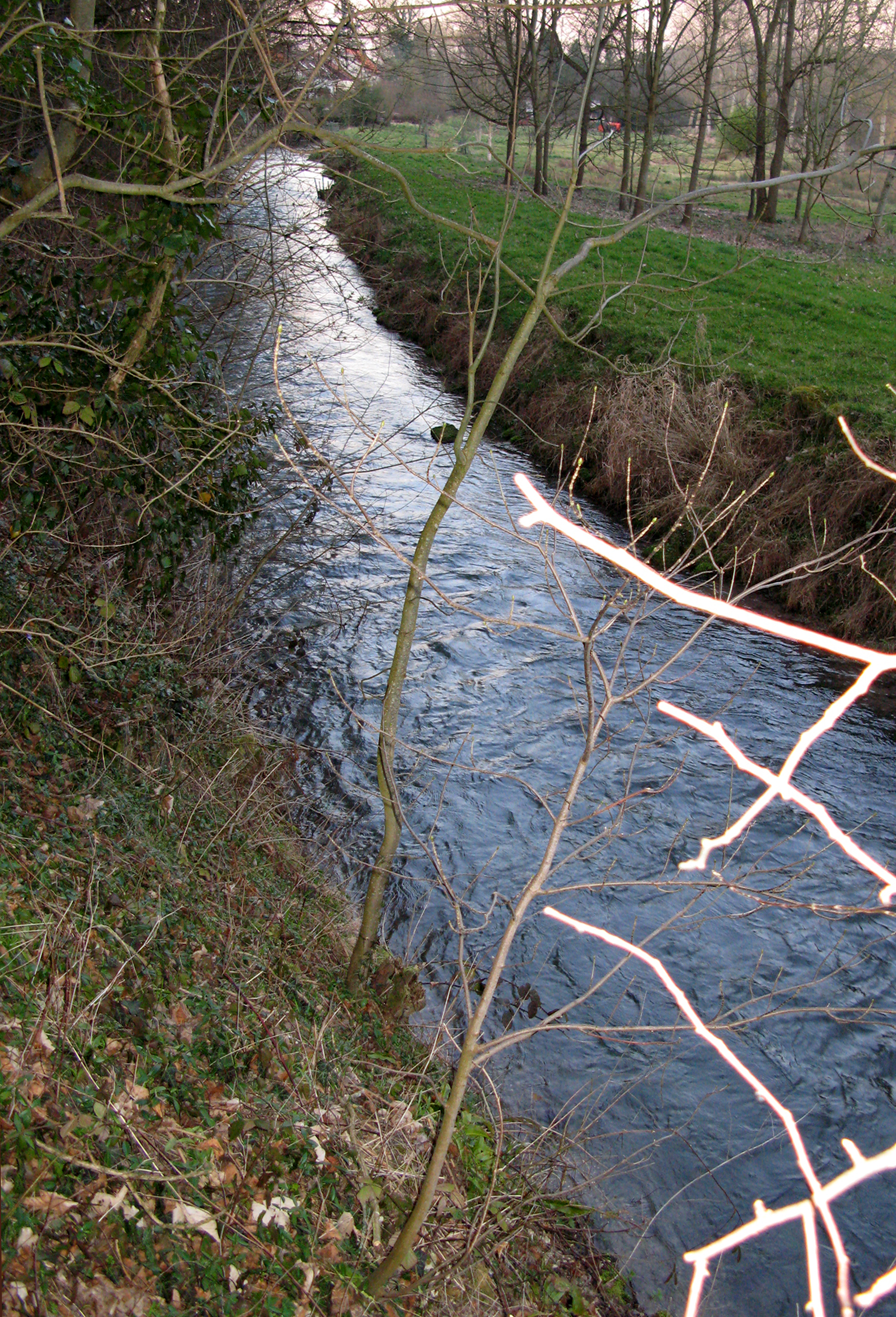
La Noye en contrebas du château.
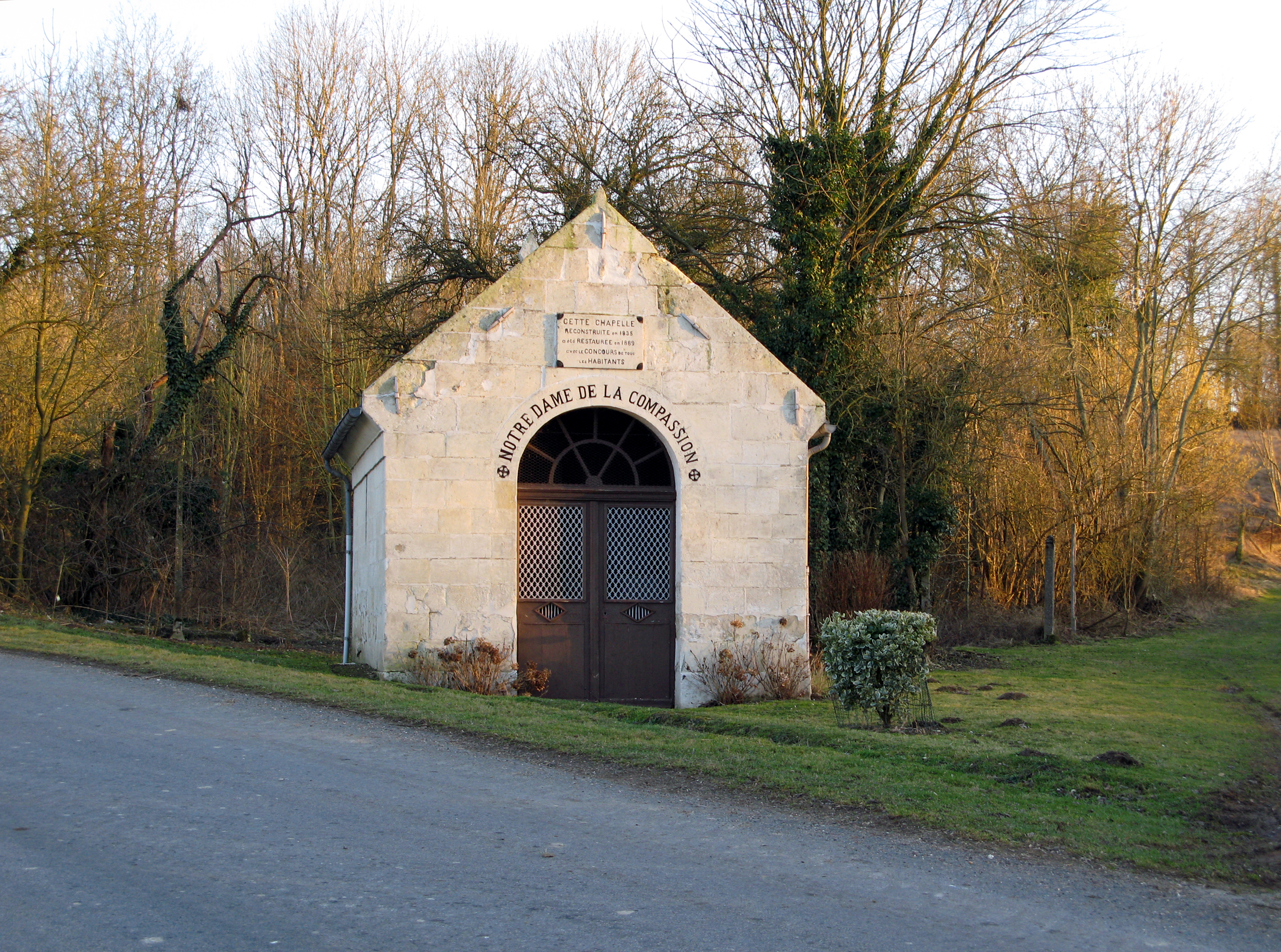
Chapelle Notre-Dame-de-la-Compassion, vue sur le bord de la route menant à Folleville.
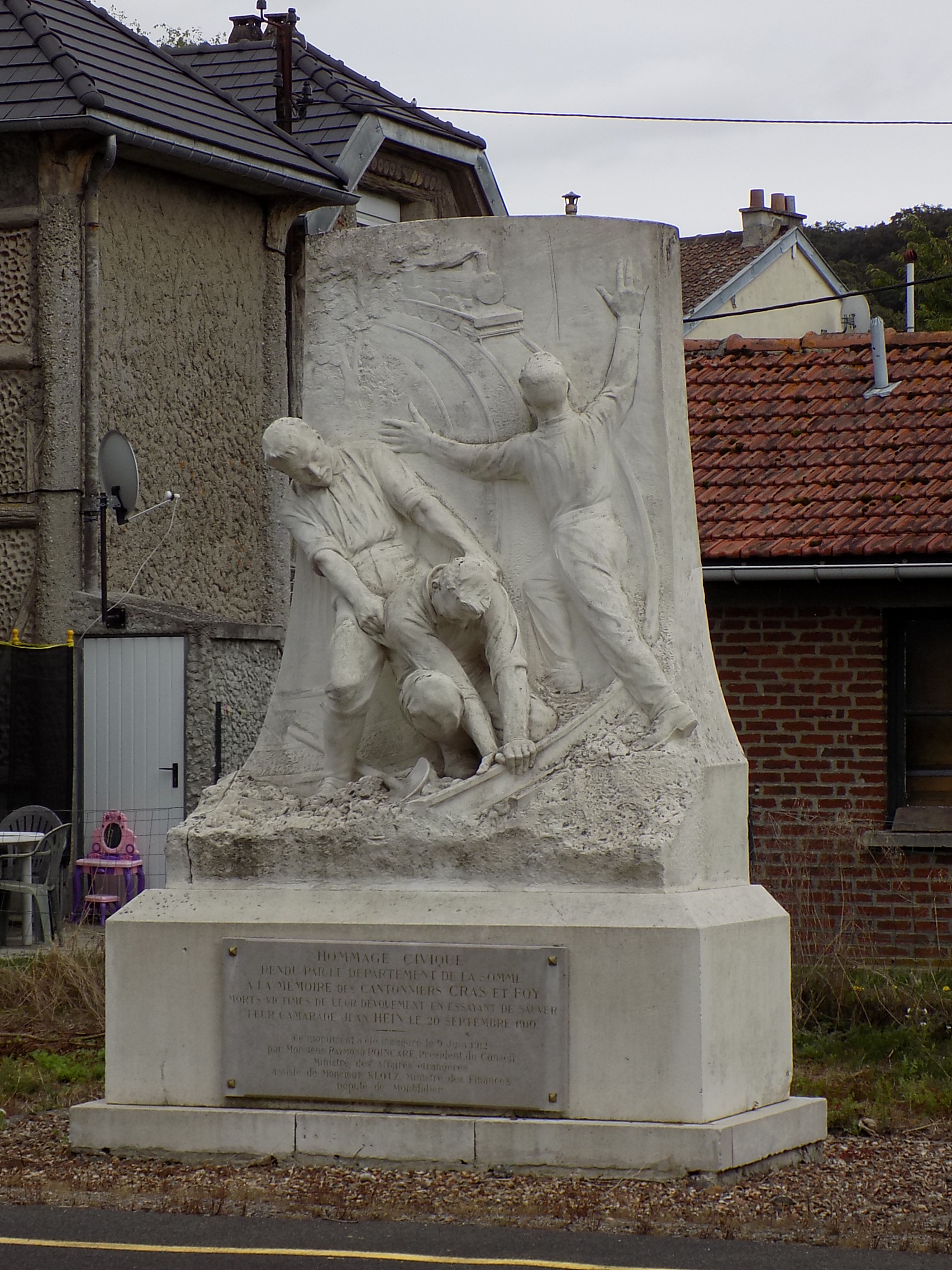
Mémorial de l'accident du 20 septembre 1910 en gare de La Faloise.

### La Faloise dans les arts et la culture
Louis Aragon dans le poème, Le Conscrit des cent villages du recueil La Diane française (1946), cite La Faloise au vers 29. Écrit dans la clandestinité au printemps 1943, ce poème fut un acte de résistance intellectuelle, pendant la Seconde Guerre mondiale.
Émile Zola a nommé un des personnages de la saga des Rougon-Macquart Hector de La Faloise.

### Personnalités liées à la commune
- Louis-Frédéric Bourgeois de Mercey, ancien administrateur général du domaine privé et du domaine extraordinaire de l'Empire en Italie, propriétaire du château de La Faloise[66].
- Frédéric Bourgeois de Mercey, artiste peintre et écrivain, mort à La Faloise en 1860.